# Fort Clinch
Fort Clinch est un ancien poste militaire de la United States Army construit à partir de 1847 à l'extrémité nord d'Amelia Island en Floride, près de l'embouchure du fleuve Saint Marys.
Nommé en l'honneur du général Duncan Lamont Clinch, il faisait partie d'un système de défense conçu par les États-Unis pour protéger leurs côtes.
Il est désormais protégé au sein du parc d'État de Fort Clinch (en) créé en 1935 et a été inscrit au Registre national des lieux historiques en 1972.